# ラロス・ドゥアルテ
ラロス・デンカルナサン・ドゥアルテ（Laros d'Encarnação Duarte, 1997年2月28日 - ）は、オランダ・ロッテルダム出身のサッカー選手。スパルタ・ロッテルダム所属。ポジションはミッドフィールダー。

## クラブ経歴
ロッテルダム生まれで地元スパルタ・ロッテルダムの下部組織出身。2015年にエールステ・ディヴィジのヨングPSVで選手となった。

## 代表経歴
オランダU-19代表としてUEFA U-19欧州選手権2015、UEFA U-19欧州選手権2016に参加した。2016年7月21日のUEFA U-19欧州選手権2016では、UEFA史上初となる4人目の交代を行った選手となり、ミヘル・フラップと交代で出場した。この大会のレギュレーションでは延長戦に入った際に4人目の交代を認める実験を行っており、これに則って行われた交代であった。

## 家族
弟のデロイ・ドゥアルテもサッカー選手。